# Ivan Jurić
Ivan Jurić (* 25. August 1975 in Split, SFR Jugoslawien, heute Kroatien) ist ein ehemaliger kroatischer Fußballspieler und heutiger -trainer. Er steht derzeit bei Atalanta Bergamo als Trainer unter Vertrag.

## Karriere

### Vereine
Seine fußballerische Ausbildung begann Jurić beim Traditionsverein Hajduk in seiner Heimatstadt Split. Dort verbrachte er drei Jahre, bis er 1997 für eine Ablösesumme von 600.000 Euro zum spanischen FC Sevilla wechselte. Drei Spielzeiten lang spielte er dort sowohl in der ersten als auch in der zweiten spanischen Liga. Es folgte ein sechsmonatiger Aufenthalt bei Albacete Balompié, und anschließend der Wechsel nach Italien. Dort trug er fünf Jahre lang in der Serie C1 und in der Serie B (dritte und zweite italienische Liga) das Trikot des FC Crotone in insgesamt mehr als 150 Spielen. Seit 2006 spielt Jurić stets in der Startelf des italienischen Erstligisten CFC Genua. Im Juni 2010 gab er sein Karriereende bekannt.

### Nationalmannschaft
Obwohl Jurić alle kroatischen Auswahlmannschaften im Nachwuchsbereich durchaus erfolgreich durchlief, lief er für die A-Nationalmannschaft erst als 33-Jähriger im Freundschaftsspiel gegen Rumänien zum ersten Mal auf.

## Trainerkarriere
Zur Saison 2016/17 wechselte Jurić zum CFC Genua. Am 19. Februar 2017 wurde er vom CFC Genua entlassen. Nach zwei Monaten wurde sein Nachfolger Andrea Mandorlini entlassen und Jurić wurde wieder als Cheftrainer Genuas eingestellt. Am 5. November 2017 wurde Jurić erneut entlassen. Ab dem 9. Oktober 2018 war er wieder Cheftrainer Genuas. Seit 2019 trainierte er Hellas Verona. Am 28. Mai 2021 wurde sein Vertrag aufgelöst und Jurić wenige Stunden später als neuer Trainer des FC Turin vorgestellt. Zum Ende der Saison 2023/24 verließ er Turin. Im September 2024 wurde er als Nachfolger von Daniele De Rossi als neuer Cheftrainer bei der AS Rom vorgestellt. Er wurde am 10. November 2024 bereits wieder entlassen.
Am 21. Dezember 2024 wurde er als neuer Cheftrainer des abstiegsgefährdeten englischen Erstligisten FC Southampton vorgestellt. Zum Zeitpunkt der Übernahme stand das Team auf dem letzten Tabellenplatz und hatte neun Punkte Rückstand auf den ersten Nichtabstiegsplatz. Im April 2025 wurde er bereits wieder entlassen, nachdem der Abstieg Southamptons feststand. Zur Saison 2025/26 wurde er als Nachfolger von Gian Piero Gasperini Cheftrainer bei Atalanta Bergamo.